# Warcisławiec
Warcisławiec – część wsi Rurzyca w Polsce, położona w województwie zachodniopomorskim, w powiecie goleniowskim, w gminie Goleniów, z numeracją domów włączoną do Rurzycy, na Równinie Goleniowskiej, na skraju Puszczy Goleniowskiej i łąk zwanych Zakolem Warcisławskim, przy drodze łączącej Rurzycę ze Szczecinem.
W latach 1975–1998 Warcisławiec położony był w województwie szczecińskim.
Pierwsza wzmianka o osadzie pochodzi z XVIII wieku. W 1874 zamieszkiwało tutaj ok. 100 osób, na początku XX wieku znajdowało się tutaj 5 dużych gospodarstw chłopskich. Po II wojnie światowej włączony do Rurzycy.
Obecnie znajduje się tutaj kilka domów pochodzących z początków XX wieku (murowane), leśniczówka Rurzyca – dawniej Lubczyna, zakłady usługowe. Bliżej lasu i linii kolejowej rozbudowuje się nowe osiedle domków jednorodzinnych. Okoliczne lasy i łąki to tereny ciekawe przyrodniczo i turystycznie. Osada rolniczo-usługowo-mieszkalna.
Do 1945 r. poprzednią niemiecką nazwą osady była Groß Sophienthal. W 1948 r. ustalono urzędowo polską nazwę osady Warcisławiec.